# 梁敏政
梁敏政（1459年—？年），字入道，一作字人道，順天府涿州房山縣人，軍籍。

## 生平
治《礼记》，行四，由國子生中式弘治十七年（1504年）順天府鄉試第七十一名舉人，年五十歲中式正德三年（1508年）戊辰科會試第三百四十九名，第三甲第一百七十八名進士。授武安县知县。調歷城縣。

## 家族
曾祖梁福庆。祖父梁普玉。父梁景，遇例冠带。母东氏；继母王氏。严侍下。兄栋、彬、拳、弟敏树。